# 白藏主

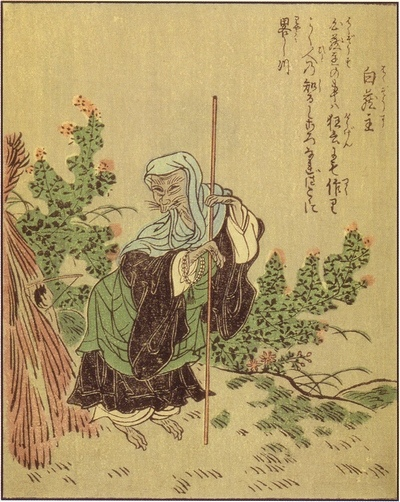
竹原春泉畫《繪本百物語》「白蔵主」

白蔵主（はくぞうす）是江戶時代的怪談集『繪本百物語』關於化狐的怪談。

## 概要
『絵本百物語』對發生在甲斐（現在日本山梨縣）的化狐傳說做了以下記載。
白蔵主本來是寶塔寺的住持的名號，其外甥是獵人彌作，依靠獵殺狐狸取其皮維生。住在附近夢山的年長白狐由於彌作殺了很多它的子孫而對其非常怨恨。
於是白狐變化為彌作的伯父白蔵主去拜訪他，對其勸說道，獵殺狐狸為殺生之罪，並給予彌作金錢讓其放棄打獵的生活。但彌作很快就將錢花光了，便再到伯父的寺廟討錢，於是白狐就先於他達到寶塔寺，將真正的白蔵主殺害吃掉，自己變化為白蔵主，之後50年間都一直以白蔵主的身份在寺內任職。
後來一次貴族出行狩鹿，白蔵主也混在人群中觀看，結果其白狐的本來面目被獵狗看出，因此被獵狗捕殺，死後變回原形，人們方知其為白狐所化，人們恐怕其死後作祟，為其建了「狐狸社」以祭祀它。從此，狐狸變化的法師，或行為像狐狸的法師都被稱為「白蔵主」。
妖怪研究家多田克己認為，白蔵主名字中的「白」是日本狐狸精中的一種，白狐的「白」的由來，而其作為獵人伯父的身份，也是一種暗示，因為「伯」既是「人」和「白」的合成字，也可以認為代表白狐化人。 。
根據『絵本百物語』中對夢山的描述，可以認為其是現在的甲府市古城中的大泉寺的山號，大泉寺也現存供奉白狐稻荷神社，可以確定『絵本百物語』中白狐變化的即是大泉寺的住持。 。
除了『絵本百物語』外，寬保時代的雑書『諸國里人談』巻五也記錄了名為「伯蔵主」（沢蔵司、澤蔵司），由狐狸幻化為僧人的傳說。 詳細可參照澤蔵司。

## 腳註
1. ↑  多田克己編『竹原春泉絵本百物語-桃山人夜話-』 國書刊行會、1997年、15-18頁。 ISBN 978-4-336-03948-4。
2. 1 2  『竹原春泉絵本百物語-桃山人夜話-』 123頁。
3. ↑  村上健司編著『妖怪事典』 毎日新聞社、2000年、269-270頁。 ISBN 978-4-620-31428-0。